# Nate DeLong
Nathan John "Nate" DeLong (Chippewa Falls, Wisconsin, 5 de enero de 1926-Duluth, Minnesota, 5 de mayo de 2010) fue un jugador de baloncesto estadounidense que disputó una temporada en la NBA y otra más en la NPBL. Con 2,01 metros de estatura, jugaba en la posición de pívot.

## Trayectoria deportiva

### Universidad
Jugó durante cuatro temporadas con los Falcons de la Universidad de Wisconsin-River Falls, interrumpidas durante dos años por su servicio militar en la Armada de los Estados Unidos durante la Segunda Guerra Mundial. Acabó su carrera con 2.592 puntos, 25,4 por partido, lo que en ese momento era un récord universitario. en su última temporada consiguió 861 puntos, hoy en día récord de la Wisconsin Intercollegiate Athletic Conference, finalizando en segunda posición a nivel nacional, sólo superado por George King pero por encima de Paul Arizin.

### Profesional
Fue elegido en el puesto 100 del Draft de la NBA de 1950 por Tri-Cities Blackhawks, pero acabó fichando por los Sheboygan Redskins de la NPBL, donde promedió 10,3 puntos por partido, consiguiendo el campeonato.
Tras la desaparición de la liga, fichó por los Milwaukee Hawks de la NBA, donde disputó 17 partidos en los que promedió 3,8 puntos y 1,8 rebotes.

## Estadísticas de su carrera en la NBA

### Temporada regular
| Temporada | Edad | Equipo          | Liga | P  | TIT | MIN | TC  | TCA | %TC  | 3P | 3PA | %3P | TL  | TLA | %TL  | R.OF. | R.DEF. | REB | ASIS | ROB | TAP | PER | FP  | PTS |
| 1951-52   | 26   | Milwaukee Hawks | NBA  | 17 |     | 7.8 | 1.2 | 2.5 | .476 |    |     |     | 1.4 | 2.1 | .686 |       |        | 1.8 | 0.8  |     |     |     | 2.8 | 3.8 |
| Total     |      |                 | NBA  | 17 |     | 7.8 | 1.2 | 2.5 | .476 |    |     |     | 1.4 | 2.1 | .686 |       |        | 1.8 | 0.8  |     |     |     | 2.8 | 3.8 |